# Pentathlon moderno ai Giochi della XVII Olimpiade - Gara a squadre
La competizione a squadre del pentathlon moderno ai giochi della XVII Olimpiade si è svolta dal 26 al 31 agosto 1960 in varie sedi a Roma.

## Programma
| Data           | Prova       | Note                            | Sede                                         |
| -------------- | ----------- | ------------------------------- | -------------------------------------------- |
| 26 agosto 1960 | Equitazione | 5000 metri cross-country        | Centro Militare di Equitazione, Passo Corese |
| 27 agosto 1960 | Scherma     | Torneo di spada a girone unico. | Palazzo dei Congressi                        |
| 29 agosto 1960 | Tiro        | 20 Colpi a sagome mobili.       | Poligono Olimpico                            |
| 30 agosto 1960 | Nuoto       | 300 metri stile libero          | Stadio Olimpico del Nuoto                    |
| 31 agosto 1960 | Corsa       | 4000 metri cross country        | Circolo del Golf Roma Acquasanta             |

## Risultati
La classifica finale era determinata dalla somma dei punti dei tre atleti ottenuti nella gara individuale, il punteggio della prova di scherma è stato modificato tenendo conto solo degli assalti dei partecipanti della prova a squadre.   
| Pos.   | Nazione          | Atleta                                                     |      |      |      |      |      | Totale |
| ------ | ---------------- | ---------------------------------------------------------- | ---- | ---- | ---- | ---- | ---- | ------ |
| Oro    | Ungheria         | Ferenc Németh Imre Nagy András Balczó                      | 3094 | 2740 | 2480 | 3000 | 3549 | 14863  |
| Bronzo | Unione Sovietica | Igor' Novikov Nikolaj Tatarinov Hanno Selg                 | 3087 | 2326 | 2460 | 2845 | 3591 | 14309  |
| Bronzo | Stati Uniti      | Robert Beck Jack Daniels George Lambert                    | 3228 | 2402 | 2580 | 3000 | 2982 | 14192  |
| 4      | Finlandia        | Kurt Lindeman Berndt Katter Eero Lohi                      | 2929 | 2480 | 2580 | 2705 | 3171 | 13865  |
| 5      | Polonia          | Stanisław Przybylski Kazimierz Paszkiewicz Kazimierz Mazur | 3315 | 1804 | 2660 | 2535 | 3432 | 13746  |
| 6      | Svezia           | Per-Erik Ritzén Sture Ericson Björn Thofelt                | 3078 | 2352 | 2360 | 2585 | 2841 | 13216  |
| 7      | Gran Bretagna    | Patrick Harvey Donald Cobley Peter Little                  | 3060 | 1700 | 2400 | 2670 | 3273 | 13103  |
| 8      | Messico          | Antonio Almada Sergio Escobedo José Pérez                  | 3393 | 2184 | 2540 | 2625 | 2103 | 12845  |
| 9      | Italia           | Adriano Facchini Gaetano Scala Giulio Giunta               | 2698 | 1948 | 2120 | 2785 | 2850 | 12401  |
| 10     | Argentina        | Luis Ribera Carlos Stricker Raúl Bauza                     | 3369 | 1804 | 1940 | 2890 | 2391 | 12394  |
| 11     | Svizzera         | Hardy Minder Werner Vetterli Rolf Weber                    | 2978 | 1830 | 2280 | 2275 | 2838 | 12201  |
| 12     | Austria          | Peter Lichtner-Hoyer Udo Birnbaum Frank Battig             | 3082 | 2048 | 2120 | 2180 | 2676 | 12106  |
| 13     | Brasile          | Justo Botelho Wenceslau Malta José Wilson                  | 2217 | 1724 | 2500 | 2610 | 2886 | 11937  |
| 14     | Australia        | Neville Sayers Hugh Doherty Peter Macken                   | 2958 | 1440 | 2100 | 2345 | 3069 | 11912  |
| 15     | Francia          | André Bernard Christian Beauvalet Étienne Jalenques        | 2980 | 1756 | 1920 | 2190 | 2117 | 10963  |
| 16     | Germania         | Wolfgang Gödicke Dieter Krickow Ralf Berckhan              | 2273 | 1756 | 1480 | 2710 | 2721 | 10940  |
| 17     | Tunisia          | Lakdar Bouzid Habib Ben Azzabi Ahmed Ennachi               | 0    | 768  | 1340 | 1260 | 1758 | 5126   |